# 重慶港
重慶港（じゅうけいこう、チョンチンこう、中国語: 重庆港）は、長江・嘉陵江・烏江の河岸に沿って建てられた中華人民共和国重慶市の河川港である。この港は、中国で最も内陸に位置する一級港であり、貿易のために開かれている。 
重慶港には、4つ多目的物流拠点を含む、181の接岸施設が存在する。雨季には長江の水深は6メートルになり、最大5,000トンの船の航行が可能となる。2012年の総貨物処理量は1億2400万トンであった。重慶港は三峡へ航行する観光船の主要な停泊地にもなっている。 

## 運営管理
重慶港は、重慶港サービス・物流グループ株式会社（重庆港务物流集团有限公司）によって運営されている。この会社は、重慶港サービスグループ以下3社の合併により、2006年に誕生した。子会社の1つである重慶港九（重庆港九）は、上海証券取引所（SSE: 600279）に上場している。 